# 韦恩·莫利斯
韦恩·J·莫利斯（英語：Wayne J. Molis，1943年4月17日—2002年3月24日），美国NBA联盟前职业篮球运动员。他在1965年的NBA选秀中第10轮第75顺位被纽约尼克斯选中。

## 个人生活
莫利斯退役后当了八年的消防员。